# یوسف گمگشته بازآید به کنعان غم مخور
غزلی با مطلع «یوسف گمگشته بازآید به کنعان غم مخور»، غزل شمارهٔ ۲۵۵ از دیوانِ حافظ در تصحیحِ محمد قزوینی و قاسم غنی است.

## مفهوم و درون‌مایه
این شعر مضمون امید به زندگی را دارد، حافظ در اینجا به ما امید میدهد تا در مواقع غم،اندوه و ناامیدی به خدای متعال توکل کرده تا این سختی ها به پایان برسد.

## وزن
فاعلاتن فاعلاتن فاعلاتن فاعلن
```
   فاعلاتن فاعلاتن فاعلاتن فاعلن
```

## در اجراها
عبدالوهاب شهیدی در برنامهٔ شمارهٔ ۷۸ از مجموعهٔ گل‌های تازه این غزل را در آوازِ دشتی اجرا کرده‌است. 
شهیدی همین‌طور بار دیگر در برنامهٔ شمارهٔ ۴۲۶ از مجموعهٔ گل‌های رنگارنگ این غزل را به همراه الهه در آوازِ دشتی اجرا کرده‌است.